# Curtiss YP-20
El Curtiss YP-20 fue un proyecto de avión de caza biplano del Cuerpo Aéreo del Ejército de los Estados Unidos, desarrollado por Curtiss, a finales de los años 20 del siglo XX.

## Diseño y desarrollo
En 1929 fueron ordenados tres Curtiss P-11 Hawk con motores Curtiss H-1640 Chieftain de 447 kW (600 hp). Estos motores resultaron un fracaso, y antes de acabar la construcción, el tercero fue convertido para usar un Wright Cyclone de 9 cilindros y 429 kW (575 hp), siendo completado como YP-20. Las pruebas con el R-1820 Cyclone se prolongaron, así que la intención del Ejército de cambiar prontamente a un motor Curtiss V-1570 Conqueror y redesignar el avión como XP-22 fue abandonada; en su lugar, otro P-11 fue elegido para esa tarea.
Excepto por el cambio de motor y su capota en anillo tipo Townend, el YP-20 no era drásticamente diferente del P-6 del que tanto él mismo como el P-11 derivaban, aunque el YP-20 tenía más empenaje y menos área del timón, y presentaba una rueda de cola orientable, en lugar del patín original. Más tarde fueron añadidos una cubierta de la caja del cigüeñal, carenados de los soportes del tren de aterrizaje y carenados de las ruedas.
En junio de 1931, el AAC celebró una competición para evaluar a los P-6, P-12, XP-22 e YP-20. El XP-22 resultó ganador, pero al YP-20 se le dotó de un injerto del morro y tren de aterrizaje del XP-22, convirtiéndose en el XP-6E (prototipo del P-6E). Con la adición de un sobrealimentador y una cabina cerrada, fue probado como XP-6F.

## Operadores
Estados Unidos
- Cuerpo Aéreo del Ejército de los Estados Unidos

## Especificaciones
Referencia datos: U.S.Fighters, Lloyd Jones, Aero Publishers 1975.

### Características generales
- Tripulación: Uno (piloto)
- Longitud: 7,3 m (23,8 ft)
- Envergadura: 9,6 m (31,5 ft)
- Altura: 2,7 m (8,8 ft)
- Superficie alar: 23,4 m² (252 ft²)
- Peso vacío: 1110 kg (2446,4 lb)
- Peso máximo al despegue: 1466,5 kg (3232,1 lb)
- Planta motriz: 1× motor radial de 9 cilindros refrigerado por aire Wright R-1820 Cyclone.
  - Potencia: 429 kW (591 HP; 583 CV)

### Rendimiento
- Velocidad máxima operativa (Vno): 346 km/h (215 MPH; 187 kt)
- Alcance: 459 km (248 nmi; 285 mi)
- Techo de vuelo: 7529 m (24 701 ft)

### Armamento
- Ametralladoras: 

  - 2x M1919 de 7,62 mm (cubierta del motor)

## Aeronaves relacionadas

### Secuencias de designación
- Secuencia P-_ (Cazas (Pursuit) del USAAC/USAAF/USAF, 1924-1962): ← P-17 - XP-18 - XP-19 - YP-20 - P-21 - XP-22 - P-23 →